# Listers tingslag
Listers tingslag var ett tingslag i Blekinge län i Listers domsaga (1849-1933) och Bräkne och Listers domsaga (1771-1848, 1934-1949). Tingsplats var till 1918 i Norje, därefter i Sölvesborg.
Tingslaget bildades 1683 och omfattade Listers härad. Tingslaget uppgick 1 januari 1950 i Listers och Sölvesborgs domsagas tingslag.